# Megaloceros
Mégacéros
Genre
Synonymes
- Candiacervus ?
- Megaceroides
- Megaceros
- Orthogonoceros
- Praemegaceros
- Sinomegaceros

Megaloceros (ou anciennement Megaceros) est un genre fossile de cervidés de grande taille qui vivaient en Eurasie du Pléistocène jusqu'à leur extinction au cours de l'Holocène.

## Description
Le genre compte plusieurs espèces. Bien que le plus connu, Megaloceros giganteus, soit qualifié de « cerf géant », certaines populations des îles méditerranéennes ont évolué vers une taille réduite, comme Megaloceros cazioti en Corse et Sardaigne. Elles peuvent même être plus petites que les représentants contemporains du genre Cervus.

## Liste des espèces
Deux espèces ont survécu jusqu'à l'Holocène (le cas de Megaloceros cazioti est présumé).
| Espèce (nom binominal, nom vernaculaire et auteur)    | Aire de répartition | Image |
| ----------------------------------------------------- | ------------------- | ----- |
| Megaloceros cazioti (Cerf de Caziot) (Depéret, 1897)  |                     |       |
| Megaloceros giganteus (Cerf géant) (Blumenbach, 1799) |                     |       |

Dix autres espèces fossiles ont été décrites, dont certaines sont peut-être des synonymes.
| Espèce (nom binominal, nom vernaculaire et auteur) | Aire de répartition | Image |
| -------------------------------------------------- | ------------------- | ----- |
| Megaloceros algarensis (Comaschi Caria, 1956)      |                     |       |
| Megaloceros algericus Lydekker, 1890)              |                     |       |
| Megaloceros antecedens (Berckhemer (de), 1940)     |                     |       |
| Megaloceros dawkinsi Newton, 1882                  |                     |       |
| Megaloceros luochuanensis Xue, 1982                |                     |       |
| Megaloceros obscurus Brookes, 1828                 |                     |       |
| Megaloceros pachyosteus (Yang, 1932)               |                     |       |
| Megaloceros savini Dawkins, 1887 ou Brookes, 1828  |                     |       |
| Megaloceros solilhacus Robert, 1829                |                     |       |
| Megaloceros verticornis Dawkins, 1872              |                     |       |